# Liste vietnamesischer Schriftsteller
Die folgende Übersicht ist eine Liste vietnamesischer Schriftsteller und Dichter.

## 14. bis 18. Jahrhundert
- Nguyễn Trãi (1380–1442)
- Nguyễn Bỉnh Khiêm (1491–1585)
- Nguyễn Dữ (16. Jahrhundert)
- Đặng Trần Côn (um 1705–1745)
- Đoàn Thị Điểm (1705–1748)
- Lê Quý Đôn (1726–1784)
- Hồ Xuân Hương (1772–1822)
- Nguyễn Du (1765–1820)

## 19. Jahrhundert
- Trương Vĩnh Ký (1837–1898)
- Phan Khôi (1887–1959)

## 20. Jahrhundert
- Nhất Linh (1906–1963)
- Đồ Phồn (Bùi Huy Phồn) (1911/12–1990)
- Lưu Trọng Lư (1911/12–1991)
- Vũ Trọng Phụng (1912–1939)
- Hàn Mặc Tử (1912–1940)
- Nguyễn Thị Manh Manh (1914–2005)
- Nam Cao (1915–1951)
- Nguyễn Đức Thuận (1916–1985)
- Xuân Diệu (1916–1985)
- Bùi Hiển (1919–2009)
- Chê Lan Viên (1920–1989)
- Tố Hữu (1920–2002)
- Tô Hoài (1920–2014)
- Nguyễn Văn Bổng (1921–2001)
- Hoàng Cầm (1922–2010)
- Nguyễn Đình Thi (1924–2003)
- Trần Văn Dần (1926–1997)
- Hữu Mai (1926–2007)
- Elula Perrin (1929–2003)
- Nguyễn Thế Phương (1930–1989)
- Nguyễn Khải (1930–2008)
- Nguyễn Xuân Thiều (* 1930)
- Vũ Thị Thường (* 1930)
- Nguyễn Kiến (* 1933)
- Anh Đức (1935–2014)
- Xuan Trinh (1936–1991)
- Ma Văn Kháng (* 1936)
- Bằng Việt (* 1941)
- Hữu Thịnh (* 1942)
- Đỗ Chu (* 1944)
- Dương Thu Hương (* 1947)
- Nguyen Duc Mau (* 1948)
- Lê Minh Khuê (* 1949)
- Nguyễn Huy Thiệp (1950–2021)
- Bảo Ninh (* 1952)
- Nguyễn Nhật Ánh (* 1955)
- Phạm Thị Hoài (* 1960)
- Lan Cao (* 1961)
- Ngô Tự Lập (* 1962)
- Nguyễn Ngọc Tư (* 1976)